# Trienopa paradoxa
Trienopa paradoxa är en insektsart som först beskrevs av Gerstaecker 1892.  Trienopa paradoxa ingår i släktet Trienopa och familjen sköldstritar. Inga underarter finns listade i Catalogue of Life.